# Core Sound Waterfowl Museum & Heritage Center
Le Core Sound Waterfowl Museum & Heritage Center est un musée américain dans le comté de Carteret, en Caroline du Nord. Il est situé sur Harkers Island non loin de l'office de tourisme du National Park Service consacré au Cape Lookout National Seashore.